# Couman
Cet article concerne la langue coumane. Pour le peuple couman, voir Coumans.
Le couman est une langue turque parlée au Moyen Âge par les Coumans entre autres dans des régions de l'actuelle Hongrie, Roumanie et Ukraine.

## Détails

### Dernier locuteur hongrois
En Hongrie, le dernier locuteur connu est István Varró, mort en 1770,.

### Le Codex comanicus
La langue nous est connue par un manuscrit datant environ de 1303, le Codex Cumanicus, retrouvé dans la bibliothèque de Pétrarque, et qui contient un lexique persan, latin et turc et un ensemble de textes sacrés,,.

## Sources et références
1. ↑  Sévérien Salaville, « Un peuple de race turque christianisé au XIIIe siècle : les Comans », Échos d'Orient, vol. 17, no 106,‎ 1914, p. 193–208, note de bas de p. 208 (ISSN 1146-9447, DOI 10.3406/rebyz.1914.4136, lire en ligne, consulté le 27 décembre 2023)
2. ↑  (en) Manufacturing a Past for the Present: Forgery and Authenticity in Medievalist Texts and Objects in Nineteenth-Century Europe, BRILL, 6 novembre 2014 (ISBN 978-90-04-27681-9, lire en ligne), p. 123-126
3. ↑  Sévérien Salaville, « Un manuscrit chrétien en dialecte turc : le « Codex cumanicus » », Échos d'Orient, vol. 14, no 90,‎ 1911, p. 278–286 (ISSN 1146-9447, DOI 10.3406/rebyz.1911.3932, lire en ligne, consulté le 27 décembre 2023)
4. ↑  (en) « CODEX CUMANICUS », sur Encyclopaedia Iranica Online (consulté le 27 décembre 2023)
5. ↑  M. de Waha, « Le codex Cumanicus », Byzantion, vol. 51, no 2,‎ 1981, p. 673–675 (ISSN 0378-2506, lire en ligne, consulté le 27 décembre 2023)